# 萨兰堡区
萨兰堡区（法語：arrondissement de Château-Salins）是法国原洛林大区摩泽尔省的一个旧区。该区曾辖有128个市镇。2016年1月，该区与萨尔堡区合并为萨尔堡-萨兰堡区。